# Colonia Huandishi
Colonia Huandishi är en ort i Mexiko.   Den ligger i kommunen Maravatío och delstaten Michoacán de Ocampo, i den södra delen av landet, 140 km väster om huvudstaden Mexico City. Colonia Huandishi ligger 2 039 meter över havet och antalet invånare är 519.
Terrängen runt Colonia Huandishi är kuperad åt nordost, men åt sydväst är den platt. Runt Colonia Huandishi är det ganska tätbefolkat, med 104 invånare per kvadratkilometer. Närmaste större samhälle är Maravatío, 9,5 km väster om Colonia Huandishi. Omgivningarna runt Colonia Huandishi är en mosaik av jordbruksmark och naturlig växtlighet.